# Карадолак (Агджабединский район)
Карадолак (азерб. Qaradolaq, до 1991 года — Шаумянкенд) — село в Карадолакском административно-территориальном округе Агджабединского района Азербайджана.

## География
Карадолак расположен на берегу реки Карасу и Верхне-Карабахского канала.
Село находится в 18 км от райцентра Агджабеди и в 275 км от Баку. Ближайшая железнодорожная станция — Агдам (действующая — Халадж).
Село находится на высоте 39 метров над уровнем моря.

## Этимология
Род Карадолаклар в древности проживал в Нахичевани, но в XVIII веке были переселены Панахали ханом в Карабах.

## История
Согласно результатам Азербайджанской сельскохозяйственной переписи 1921 года, Карадалаг вместе с отсёлками Махраблу, Шахсеванлу, Адигазалу, Исламкулубекли, Джагангерлы, Гуламлы, Джамджалу, Сафаралилар образовывал Карадалагское сельское общество Шушинского уезда Азербайджанской ССР. Общая численность населения составляла 1635 человек (375 хозяйств), преобладающей национальностью являлись тюрки азербайджанские (азербайджанцы).
После реформы административного деления и упразднения уездов в 1929 году был образован Аразбарский сельсовет в Агджабединском районе Азербайджанской ССР.
Село основано в 1930-е годы животноводами из рода Карадолак. Через несколько лет было переименовано в Шаумянкенд в честь Степана Шаумяна.
Согласно административному делению 1961 и 1977 годов село входило в одноимённый сельсовет Агджабединского района Азербайджанской ССР, но в начале-середине 1970-х годов получило свой сельсовет.
7 февраля 1991 года село и сельсовет были переименованы в Карадолак и Карадолакский соответственно.
В 1999 году в Азербайджане была проведена административная реформа и внутри Карадолакского административно-территориального округа был учреждён Карадолакский муниципалитет Агджабединского района.

## Население
| Численность населения | Численность населения | Численность населения | Численность населения |
| 1984                  | 1987                  | 1999                  | 2009                  |
| --------------------- | --------------------- | --------------------- | --------------------- |
| 2000                  | ↘1875                 | ↗2631                 | ↗2931                 |

Население преимущественно занимается хлопководством, виноградарством, животноводством и выращиванием зерна.

## Климат
| Показатель                                                                                    | Янв. | Фев. | Март | Апр. | Май  | Июнь | Июль | Авг. | Сен. | Окт. | Нояб. | Дек. | Год  |
| --------------------------------------------------------------------------------------------- | ---- | ---- | ---- | ---- | ---- | ---- | ---- | ---- | ---- | ---- | ----- | ---- | ---- |
| Средний суточный максимум, °C                                                                 | 6,1  | 7,2  | 10,5 | 18,1 | 23,0 | 28,0 | 30,9 | 31,0 | 25,9 | 21,2 | 13,9  | 8,2  | 18,7 |
| Средняя температура, °C                                                                       | 2,3  | 3,4  | 6,2  | 12,8 | 17,7 | 22,5 | 25,2 | 24,7 | 20,7 | 16,4 | 9,9   | 4,4  | 13,9 |
| Средний суточный минимум, °C                                                                  | −1,4 | −0,4 | 2,0  | 7,6  | 12,4 | 17,1 | 19,6 | 18,5 | 15,6 | 11,6 | 5,9   | 0,7  | 9,1  |
| Норма осадков, мм                                                                             | 25   | 28   | 32   | 45   | 48   | 34   | 12   | 17   | 23   | 41   | 28    | 41   | 374  |
| Источник: https://en.climate-data.org/asia/azerbaijan/agcab%C9%99di-rayonu/qaradolaq-1055007/ |      |      |      |      |      |      |      |      |      |      |       |      |      |

Среднегодовая температура воздуха в селе составляет +14,3 °C. В селе полупустынный климат.

## Инфраструктура
В советское время в селе располагались средняя школа, дом культуры, библиотека, кинотеатр, медицинский пункт.
В селе расположены почтовое отделение средняя и неполная средняя школы, детский сад, дом культуры, библиотека, врачебный пункт.